# Judit Hidasi
Judit Hidasi (en húngaro [ˈˈjudit ˈhidɒʃi]; Budapest, Hungría, 11 de julio de 1948) es una lingüista húngara, profesora universitaria, profesora emérita de La Escuela Superior de Estudios Económicos de Budapest (BGE).

## Biografía
Nació en 1948 en Budapest, Hungría.
Judit Hidasi completó sus estudios universitarios en Budapest en la Universidad Eötvös Loránd en 1971 y recibió su diploma en estudios ingleses y rusos y lingüística aplicada y general. 
Es doctora en lingüística, desde 1986.
En 2001 se convirtió en profesora universitaria. 
Fue profesora emérita desde 2017.
Ha contribuida en gran medida a la expansión de las relaciones internacionales de La Escuela Superior de Estudios Económicos de Budapest (BGE).
Judit Hidasi fue profesora Invitada en las universidades de Japón: Universidad Internacional Josai en Tōgane, Universidad de Estudios Internacionales de Kanda en Mihama-ku, Universidad de Waseda en Shinjuku (Tokio), Universidad de Shirayuri en Chōfu (Tokio) y en las universidades de Europa: Universidad Sapientia en Cluj-Napoca en Transilvania en Rumania y Universidad de Tubinga en Alemania.
Escribió más de 178 artículos y libros.

## Membresías
- Sociedad de Japón para las relaciones multiculturales (Tabunka Kankei Gakkai), miembro (2002)
- SIETAR Japón, miembro (2001)
- La Sociedad Asiática, miembro (2001)
- La Asociación de Estudios Japoneses en Europa (EAJS), miembro (1996–2003)
- SIETAR Europa, miembro (1995)

## Premios
- 1994 "Citoyenette d`Honneur Sociale Pro Pace et Unitate Senatorie Meritu Honoris Causa" por el Consejo de Europa
- 2005: Orden del Sol Naciente

## Obras[1][2]
- Intercultural Communication: An outline, Sangensha, Tokyo, 2005.
- «The Role of Stereotypes in a New Europe». Intercultural Communication Studies (en inglés). 1999–2000 (9): 117-122. Archivado desde el original el 18 de agosto de 2016. Consultado el 23 de mayo de 2019.
- H. J. & Yulia V. Lukinykh (2009). A comparison of Russian and Hungarian Business Cultures (en inglés). Budapesti Gazdasági Főiskola (La Escuela Superior de Estudios Económicos de Budapest) – Magyar tudomány ünnepe. pp. 1-8. Archivado desde el original el 25 de febrero de 2014. Consultado el 23 de mayo de 2019.